# Arsenio Bustos
Arsenio Bustos (28 de enero de 2003) es un deportista estadounidense que compite en natación, especialista en el estilo mariposa. En los Juegos Panamericanos de 2023 obtuvo dos medallas, plata en 200 m estilos y bronce en 100 m mariposa.

## Palmarés internacional
| Juegos Panamericanos | Juegos Panamericanos | Juegos Panamericanos | Juegos Panamericanos |
| Año                  | Lugar                | Medalla              | Prueba               |
| -------------------- | -------------------- | -------------------- | -------------------- |
| 2023                 | Santiago (Chile)     | Medalla de plata     | 200 m estilos        |
| 2023                 | Santiago (Chile)     | Medalla de bronce    | 100 m mariposa       |